# 메사버드 국립공원
메사버드 국립공원(Mesa Verde National Park)은 미국 콜로라도 남서부 몬테주마군에 있는 국립공원이다. 메사버드(Mesa Verde IPA: [ˈmeɪsə ˈvɜrd, ˈvɜrdi])는 스페인어로써 그 의미는 초록색의 메사(대지 臺地)란 뜻이다. 스페인어 발음에 따라 '메사 베르데'로도 불러진다. 이곳 메사의 절벽 여러곳에 옛날 푸에블로 인디안의 선조로 알려진 아나사지 인디언들이 부락을 형성해서 살았던 유적이 많이 발견되었다. 메사의 벼랑에 움푹 들어간 알코브(Alcove)가 여럿 있는데 이곳을 주택지로 삼고 살았다. 큰 주택지로 150개의 방을 가진것도 있다. 공원 입구의 위치는 코테즈(Cortez)에서 동으로 9마일(15km), 듀랑고(Durango)에서 서쪽으로 35마일(56km)위치에 있다. 매년 약 56만 명이 넘는 방문객이 찾아 온다. 여름철 방문객 수는 매일 3천명까지 이르고 겨울철에는 50명 정도로 내려간다.

## 역사
푸에블로 인디언의 선조인 아나사지 인디언이 서기 550년경 메사 위에서 옥수수 농사와 사냥을 주로 하며 살았다. 그들이 지은 집의 구조는 땅을 약 30cm쯤 판 구덩이를 바닥으로 하고 나무기둥으로 네 귀퉁이에 비슷하게 세워 지붕을 만든 집(Pithouse)을 짓고 살았다. 1100년경에는 비로서 벽돌로 벽을 세운 집을 짓고 부락을 이루기 시작했다. 1200년경 그들은 벼랑으로 내려가서 움푹 파진 알코브(Alcove)에 대형으로 집을 지어 오늘의 유적지가 생기게 된 것이다. 벼랑거주(Cliff dwelling)는 특히 어린이나 노약자에게 더 없이 불편한 자리인데 왜 이런곳을 주택지로 삼았는지는 풀리지 않은 수수께끼다. 13세기말에 와서 연속 되는 가뭄이 있었고 그로 인했는지는 모르나 주민들은 완전히 이곳을 버리고 남쪽으로 떠났다. 뉴멕시코의 리오 그란데 강가로 가서 흩어져 살게 되었다. 
 17세기 스페인 사람들이 이곳을 메사버드(또는 메사베르데, Mesa Verde)라 불르기 사작은 했지만 유적지가 있는지는 약 200년이 지나도록 아무도 몰랐다. 본격적으로 외부 세계에 알려진것은 1888년 카우 보이였던 웨더릴(Wetherill)이 유적지를 발견하고 유적지에서 파낸 유물을 팔기 시작한 때 부터가 된다. 그는 또한 1891년 스웨덴의(핀랜드인) 구스타프 노든숄드( Gustaf Nordenskiöld, IPA [ˈnɔrdnˌʃoʊld])를 도와 많은 유물을 유럽으로 반출했다. 미국정부에서는 이런 여러 가지 사실을 알고 황급히 1906년 국립공원으로 선포하고 유적지를 보호하게 되었다. 핀랜드 박물관이 많은 이곳 유적지 유물을 소장하고 있는 이유는 그때 반출 되었기 때문이다.

## 지리

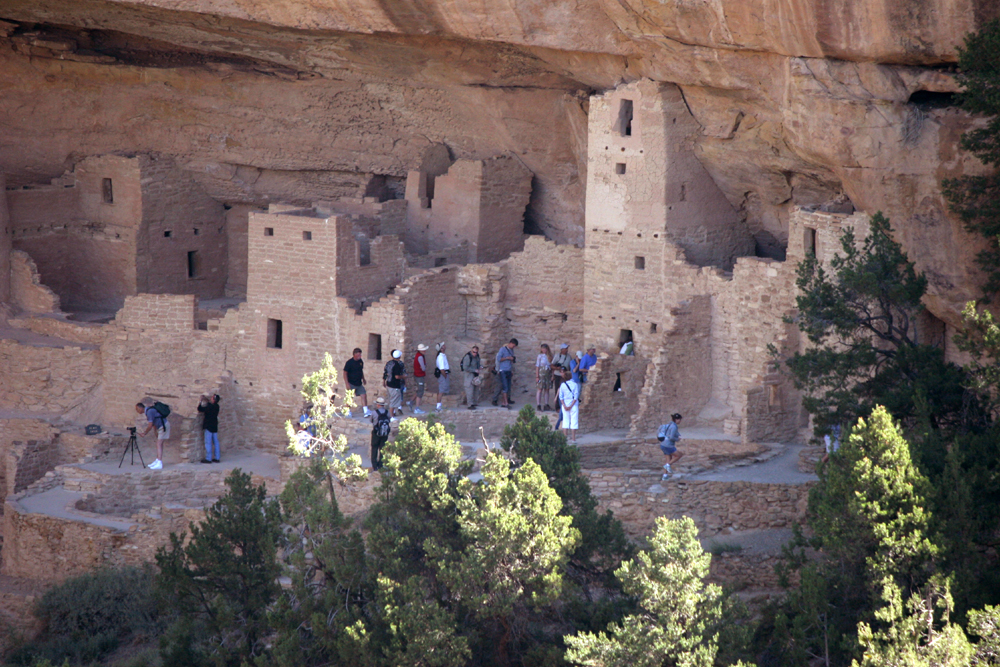
코닥 하우스

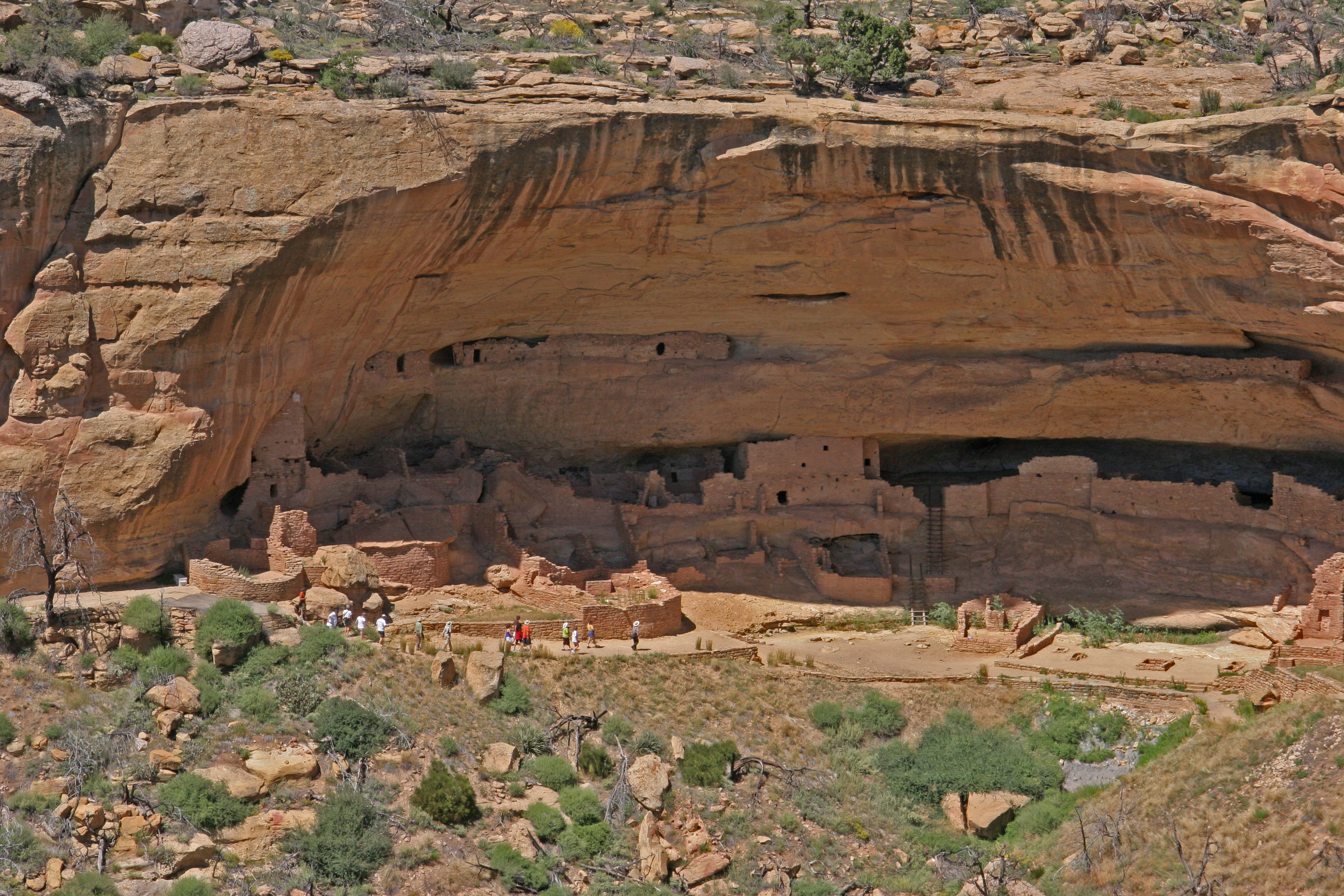
롱 하우스

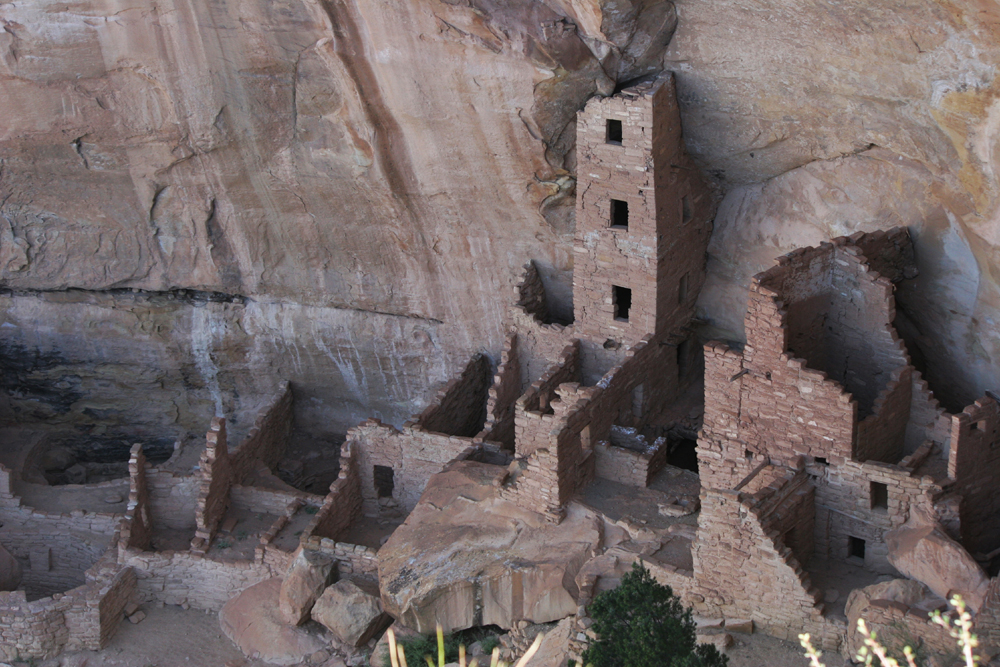
스퀘어 타워 하우스

공원의 낮은곳은 해발 1,900m 이고 메사 위의 높은 곳은 2,600m가 된다. 메사 위에는 푸른 숲으로 덮여 있고 여러 갈래로 갈라진 협곡이 많다. 공원의 크기는 동서로 19km, 남북으로 21km가 된다. 입구에서 24km 들어가서 방문객 센터가 있고 거기서 10km 더 가면 챠핀 메사 박물관과 스푸르스 트리 하우스(Sprus Tree House)라고 부르는 벼랑 주택 유적이 있다. 박물관을 중심으로 여러 곳에 유적들이 분산되어 있다. 이곳 메사의 지층은 사암인데 빗물이 지하로 스며 든뒤에 지반 밑에서 물이 수평으로 스며서 이동해 절벽으로 나오는 경우가 있다. 사암층에 스며 든 물이 절벽으로 새어 나오기 전에 겨울철에 얼었다가 녹았다 할 때 암석이 약해져 부서지게 되어 이로 인해 암석 절벽이 부식되어 움푹 파지게 된 지형을 지질학적 용어로 알코브(Alcove)라 한다. 이 알코브는 넓은 공간을 만들어 주고 자연적으로 지붕이 형성되어 비, 바람을 막아주어 여러 가지 이점이 있으나 절벽이라는 것으로 인해 출입에 어려운 악조건도 있다. 그 악조건이 외적의 침입으로부터 유리하게 할 것이 라는 해석도 있으나 그것만이 벼랑을 주택지로 택한 이유로 보기에는 어려운 점도 있다.

## 기후
| Mesa Verde Park Headquarters. Elev: 6877 ft (2096 m)의 기후 | Mesa Verde Park Headquarters. Elev: 6877 ft (2096 m)의 기후 | Mesa Verde Park Headquarters. Elev: 6877 ft (2096 m)의 기후 | Mesa Verde Park Headquarters. Elev: 6877 ft (2096 m)의 기후 | Mesa Verde Park Headquarters. Elev: 6877 ft (2096 m)의 기후 | Mesa Verde Park Headquarters. Elev: 6877 ft (2096 m)의 기후 | Mesa Verde Park Headquarters. Elev: 6877 ft (2096 m)의 기후 | Mesa Verde Park Headquarters. Elev: 6877 ft (2096 m)의 기후 | Mesa Verde Park Headquarters. Elev: 6877 ft (2096 m)의 기후 | Mesa Verde Park Headquarters. Elev: 6877 ft (2096 m)의 기후 | Mesa Verde Park Headquarters. Elev: 6877 ft (2096 m)의 기후 | Mesa Verde Park Headquarters. Elev: 6877 ft (2096 m)의 기후 | Mesa Verde Park Headquarters. Elev: 6877 ft (2096 m)의 기후 | Mesa Verde Park Headquarters. Elev: 6877 ft (2096 m)의 기후 |
| 월                                                          | 1월                                                         | 2월                                                         | 3월                                                         | 4월                                                         | 5월                                                         | 6월                                                         | 7월                                                         | 8월                                                         | 9월                                                         | 10월                                                        | 11월                                                        | 12월                                                        | 연간                                                        |
| ----------------------------------------------------------- | ----------------------------------------------------------- | ----------------------------------------------------------- | ----------------------------------------------------------- | ----------------------------------------------------------- | ----------------------------------------------------------- | ----------------------------------------------------------- | ----------------------------------------------------------- | ----------------------------------------------------------- | ----------------------------------------------------------- | ----------------------------------------------------------- | ----------------------------------------------------------- | ----------------------------------------------------------- | ----------------------------------------------------------- |
| 일평균 최고 기온 °F (°C)                                    | 39.5 (4.2)                                                  | 43.1 (6.2)                                                  | 50.5 (10.3)                                                 | 58.6 (14.8)                                                 | 68.6 (20.3)                                                 | 79.6 (26.4)                                                 | 84.9 (29.4)                                                 | 82.1 (27.8)                                                 | 74.5 (23.6)                                                 | 62.3 (16.8)                                                 | 49.4 (9.7)                                                  | 39.7 (4.3)                                                  | 61.2 (16.2)                                                 |
| 일일 평균 기온 °F (°C)                                      | 28.6 (−1.9)                                                 | 32.0 (0.0)                                                  | 38.7 (3.7)                                                  | 45.5 (7.5)                                                  | 54.8 (12.7)                                                 | 64.6 (18.1)                                                 | 70.3 (21.3)                                                 | 68.3 (20.2)                                                 | 60.9 (16.1)                                                 | 49.5 (9.7)                                                  | 37.9 (3.3)                                                  | 29.0 (−1.7)                                                 | 48.4 (9.1)                                                  |
| 일평균 최저 기온 °F (°C)                                    | 17.7 (−7.9)                                                 | 20.9 (−6.2)                                                 | 26.8 (−2.9)                                                 | 32.4 (0.2)                                                  | 41.0 (5.0)                                                  | 49.5 (9.7)                                                  | 55.7 (13.2)                                                 | 54.6 (12.6)                                                 | 47.3 (8.5)                                                  | 36.7 (2.6)                                                  | 26.5 (−3.1)                                                 | 18.3 (−7.6)                                                 | 35.7 (2.1)                                                  |
| 평균 강수량 인치 (mm)                                       | 1.58 (40)                                                   | 1.48 (38)                                                   | 1.61 (41)                                                   | 1.21 (31)                                                   | 1.00 (25)                                                   | 0.53 (13)                                                   | 1.61 (41)                                                   | 2.12 (54)                                                   | 1.84 (47)                                                   | 1.64 (42)                                                   | 1.47 (37)                                                   | 1.45 (37)                                                   | 17.54 (446)                                                 |
| 평균 상대 습도 (%)                                          | 61.7                                                        | 57.8                                                        | 47.0                                                        | 38.7                                                        | 33.1                                                        | 25.6                                                        | 32.1                                                        | 39.9                                                        | 38.1                                                        | 40.7                                                        | 49.4                                                        | 59.1                                                        | 43.6                                                        |
| 평균 이슬점 °F (°C)                                         | 17.1 (−8.3)                                                 | 18.8 (−7.3)                                                 | 20.2 (−6.6)                                                 | 21.8 (−5.7)                                                 | 26.3 (−3.2)                                                 | 28.5 (−1.9)                                                 | 39.1 (3.9)                                                  | 43.0 (6.1)                                                  | 35.2 (1.8)                                                  | 26.6 (−3.0)                                                 | 20.6 (−6.3)                                                 | 16.5 (−8.6)                                                 | 26.2 (−3.2)                                                 |
| 출처: PRISM Climate Group                                   |                                                             |                                                             |                                                             |                                                             |                                                             |                                                             |                                                             |                                                             |                                                             |                                                             |                                                             |                                                             |                                                             |

## 중요 유적지
대표적인 벼랑거주 유적지는 아래와 같다.
- 스프루스 트리 하우스(Sprus Tree House)
스프루스 트리 하우스는 관광객이 가장 많이 방문 하는 곳이다. 박물관이 있는 챠핀 메사(Chapin Mesa)에 있다. 복원시켜 놓은 키바(Kiva)가 있어서 방문객이 들어가 볼수도 있다. 키바는 종교 의식을 위한 지하 건물이다. 이곳에 약 100년 가까이 인디언이 거주했던 것으로 추정 하고 있다.
- 크립 팔레스(Cliff Palace)
의역을 하면 벼랑의 궁전이라 할 수 있다. 공원에 있는 벼랑주거 중에서 가장 큰 규모를 가진곳이다. 150개의 방이 확인되었고 23개의 키바가 있다. 공원 안내자를 따라 단체 입장을 하며 구경하게 된다.
- 스퀘어타워하우스(Square Tower House)
사각 망루 집이란 의미의 집터인데 4층으로 된 망루 같은 건물이 있고 약 80개의 방이 있었던 유적지다. 서기 1200년에서 1300년에 거주한 주택지다.
- 롱하우스(Long House)
 웨더릴 메사(Wetherill Mesa)에 있는 벼랑거주 유적지다. 공원에서 두 번쩨로 큰 유적이다. 방문객의 출입은 공원에서 제공하는 트램(Tram)을 타고 단체로 안내원과 함께 가서 관광하게 된다. 여름에만 구경할 수 있다.
- 발코니 하우스(Balcony House)
공원 안내자(Ranger)를 따라 단체 입장을 하며 구경하게 된다. 가장 접근 하기 어려운 절벽에 있는 벼랑거주 유적지여서 굴을 기어서 통과하고 높은 사다리를 타고 올라가야 되는 호기심 많은 젊은이들에게 추천할만한 곳이다.

## 같이 보기
- 미국의 국립공원
- 반델리어 국립기념물
- 차코 문화 국립역사공원